# Plesiommata zanolae
Plesiommata zanolae är en insektsart som beskrevs av Rodney Ramiro Cavichioli 1999. Plesiommata zanolae ingår i släktet Plesiommata och familjen dvärgstritar. Inga underarter finns listade i Catalogue of Life.